# ウェストバンクーバー
ウエストバンクーバー（英語：District of West Vancouver）は、カナダ、ブリティッシュコロンビア州のメトロバンクーバーにある自治体で、「地区自治体 (District Municipality) 」として分類される。人口はおよそ4万4,000人。バンクーバーの北部に位置し、バンクーバーとはバラード入り江を跨ぐ吊り橋のライオンズゲートブリッジで結ばれている。バラード入り江に面した南向き斜面にはバンクーバー都市圏の高級住宅街が広がっていることでも知られる。

## 歴史
カナダ国内で最も古いショッピングモールである「パーク・ロイヤル・ショッピング・センター」が1950年にオープンした。

## 交通
対岸のバンクーバーとライオンズゲートブリッジによって結ばれており、自治体運営の「ブルーバス」がバス路線を運行している。
また、トランスカナダハイウェイの一部である州道1号線が通っており、地区西部のホースシューベイにはバンクーバー島のナナイモやボウエンアイランドなどを結ぶBCフェリーのターミナルがある。

## 教育
高校卒業率がBC州内で最も高く、大学進学率も約8割となっている。公共図書館での貸出率はカナダ国内で最も高い。
州政府によって実施されている学力テストではウェストバンクーバー学区が常に上位に入っている。

## オリンピック会場
ウエストバンクーバーのサイプレス州立公園にあるスキー場、サイプレス・マウンテンは2010年バンクーバーオリンピックのフリースタイル・スキー、スノーボードの会場となった。

## 外部リンク

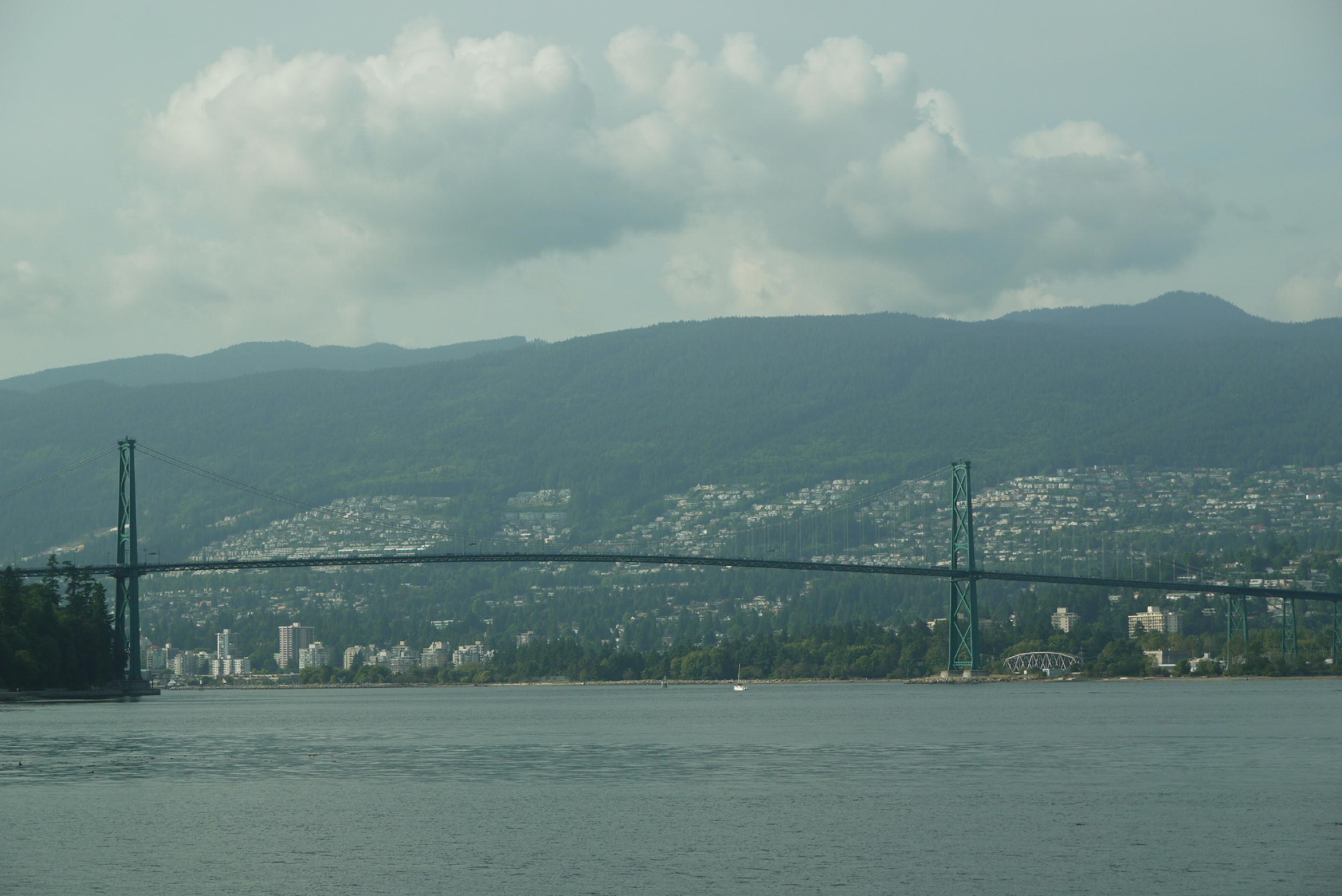
ライオンズゲートブリッジとウェストバンクーバーの住宅街